# فريتز إم. هدسون
فريتز إم. هدسون (بالإنجليزية: Frederic M. Hudson)‏ هو كاتب أمريكي، ولد في 1934.